# Кристина (королева Швеции)
Кристи́на, Христи́на (швед. Kristina), полное имя Кристи́на А́вгуста (с 1655 — Кристи́на Алекса́ндра; швед. Kristina Augusta, Kristina Alexandra; 18 декабря (8 декабря по старому стилю) 1626, Стокгольм — 19 апреля 1689, Рим) — королева Швеции в 1632—1654 годах (коронована в 1650 году); последний представитель дома Васа на шведском престоле, дочь Густава II Адольфа. Выдающийся меценат, одна из самых образованных женщин Европы XVII века, известная своим экстраординарным образом жизни, нашедшим отражение в ряде произведений литературы, музыки и кинематографа.
Унаследовала престол в возрасте шести лет после гибели отца во время Тридцатилетней войны; до достижения Кристиной совершеннолетия (в 1644 году) Швецией управлял регентский совет во главе с канцлером Акселем Оксеншерной. В царствование Кристины, на которое выпали завершающий этап Тридцатилетней войны и одновременно с этим — война с Данией в 1643—1645 годах, продолжилось выдвижение Швеции в качестве ведущей европейской державы, существенно расширились владения шведской короны. Во внутренней политике королева опиралась на чиновное сословие и дворянство, стремясь ограничить власть аристократии в лице риксрода; вопреки требованиям последнего она отказалась выходить замуж и добилась в 1649 году признания прав на шведский престол своего двоюродного брата, внука короля Карла IX Карла Густава Пфальц-Цвейбрюкенского. С 1650 года Кристина вынашивала планы по отречению от престола и переходу в католицизм; в феврале 1654 года она поставила рискрод в известность о таких планах, а 6 июня 1654 года на заседании риксдага в Уппсале передала корону Карлу Густаву, ставшему королём Швеции под именем Карла X.
После отречения Кристина, сохранившая королевский титул, с небольшим личным двором уехала в Испанские Нидерланды; в ноябре 1655 года она официально приняла католичество, в декабре того же года торжественно прибыла в Рим, где была принята папой Александром VII. В 1656 и 1657 годах бывшая королева предприняла две поездки во Францию, где на встречах с Людовиком XIV и кардиналом Мазарини тайно обсуждала планы воцарения в Неаполитанском королевстве. После неудачи этих планов Кристина вернулась весной 1658 года в Рим, где жила до конца жизни; после смерти она была похоронена в соборе Святого Петра, став одной из немногих женщин, удостоенных такой чести.

## Ранние годы
На следующий год после рождения Кристины сословия Швеции присягнули дочери Густава-Адольфа и обещались считать её — если бы король умер, не оставив мужского потомства, — законной наследницей престола и королевой Швеции. С этих пор малолетняя Кристина уже титуловалась королевой. Отец её обожал; мать, по словам самой Кристины, её ненавидела.

Уезжая в 1630 году на войну, Густав-Адольф вверил Кристину своему народу. Она была одарена блестящими способностями; её воспитание поручено выдающимся по уму и нравственности людям; высший надзор принадлежал тётке — пфальцграфине Екатерине, так как отец Кристины был убит в 1632 году, а мать оставалась в Германии до 1633-го. 

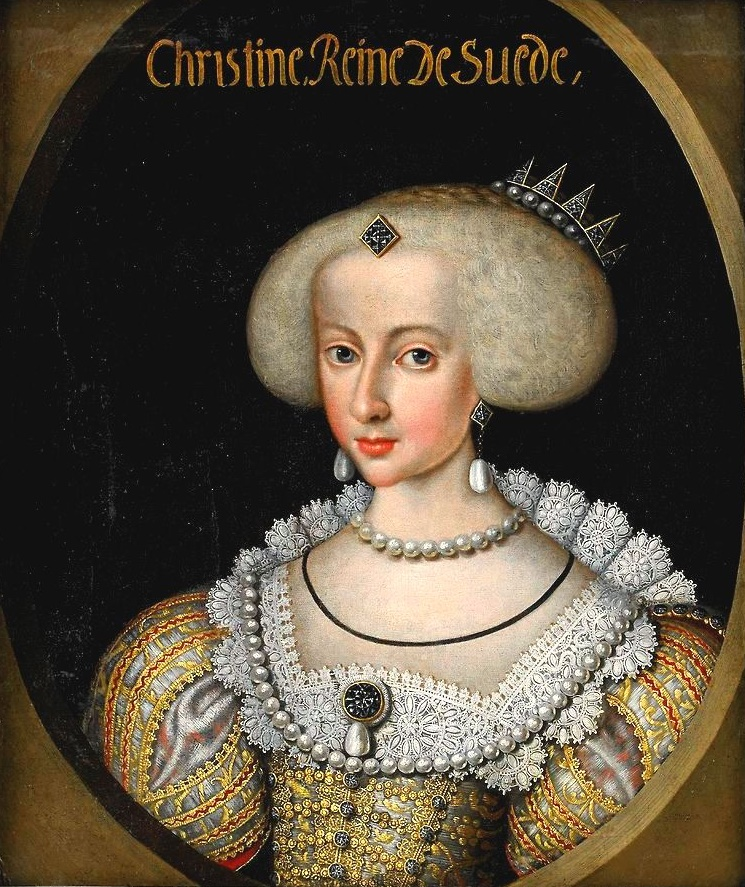
Портрет Кристины в молодости

С возвращением в Стокгольм Марии Элеоноры Кристина была предоставлена её попечению, но нервный, болезненный темперамент матери очень вредно сказывался на ребёнке, и с 1636 года Кристина снова жила во дворце тётки. Особенное внимание было обращено на религиозное воспитание Кристины. С 1636 года Аксель Оксеншерна, к которому перешла главная забота о королеве, ежедневно беседовал с ней по государственным вопросам.
Успехи Кристины в языках и науках поражали современников. Она изучила семь языков: немецкий, датский, голландский, итальянский, испанский, греческий и латинский, с увлечением читала Эзопа, Юстина, Ливия, Цезаря, Вергилия, цитировала и греческих историков. Латинским языком она владела настолько, что могла в 12 лет произнести целую речь на латыни. Ранняя зрелость ума проявилась в письмах Кристины: 12-летняя девочка в письмах к пфальцграфу Иоганну-Казимиру умело касалась разных политических и военных вопросов.
Вскоре в цикл её любимых предметов вошла астрономия; она также рано увлеклась собиранием и изучением монет. В 15 лет Кристина ознакомилась с жизнеописанием Елизаветы Английской, произведшим на неё большое впечатление. В 1641 году Оксеншерна высказал надежду, что Кристина станет выдающейся государыней, если её не испортит лесть.

## Годы самостоятельного правления
Интересуясь событиями европейской войны, Кристина с 1641 года начала принимать иностранных послов; в 1642 году она впервые присутствовала на собрании Королевского совета, постоянной участницей в котором стала с 1643 года. В 1630—1640-е годы королева пожаловала торговому городу Ниену (Ниенштадту) в Ингерманландии полные городские права.
Искренний интерес регентов к личности Кристины объясняется нежеланием, чтобы шведский престол перешёл в руки боковой Пфальцской линии дома Ваза; пфальцграф не пользовался их симпатиями. Оксеншерна, например, решительно восстал против проектировавшегося брака Кристины с Карлом-Густавом Пфальцским; он отверг и проект брачного союза с курфюрстом бранденбургским Фридрихом-Вильгельмом. К многочисленным претендентам на руку Кристины принадлежали ещё Владислав Польский, Карл-Людвиг Пфальцский, оба сына Кристиана IV — Ульрих и Фредерик.

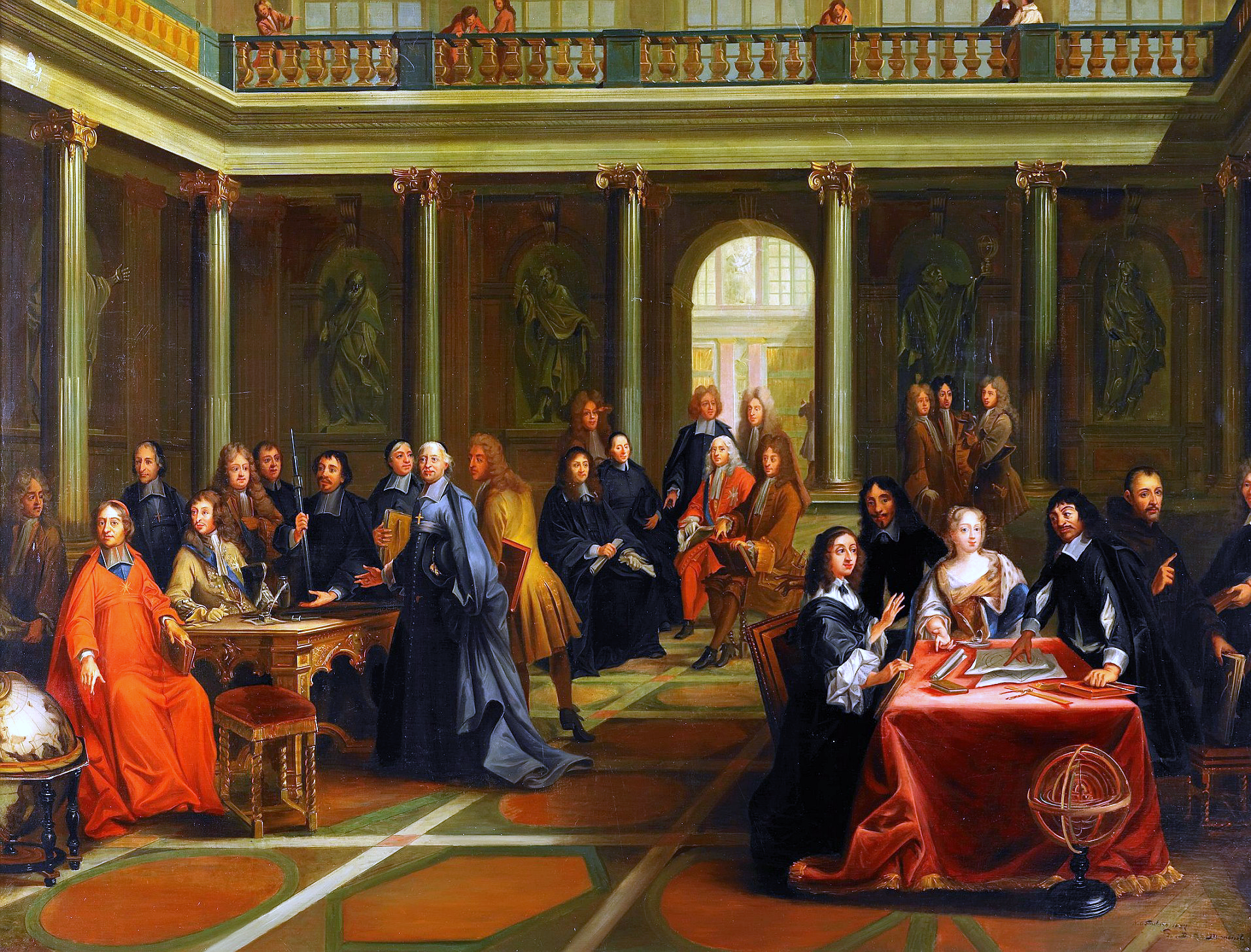
Диспут Кристины и Декарта, который переехал из Франции в Стокгольм по приглашению королевы

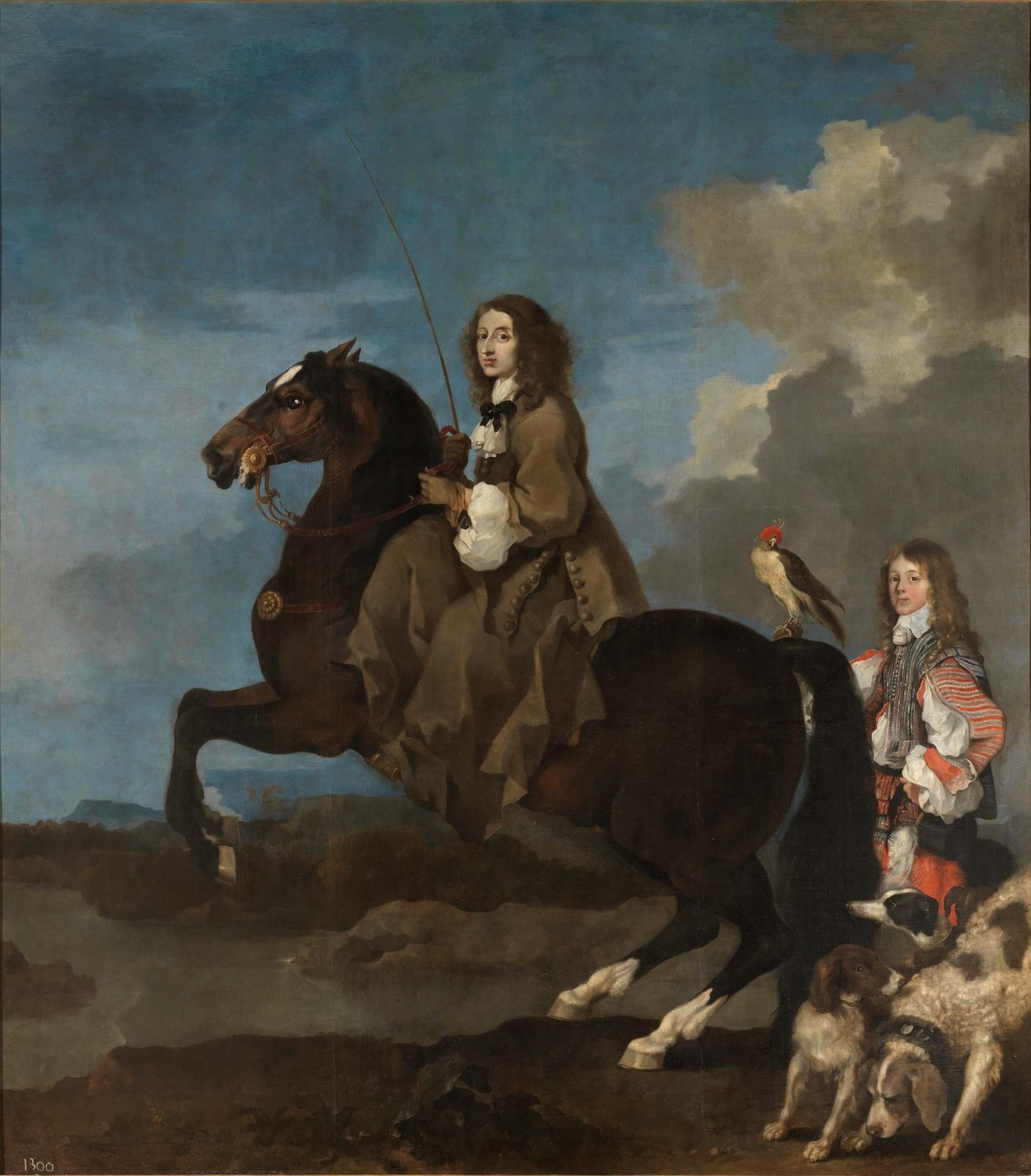
Кристина Шведская работы Себастьяна Бурдона (1653 г.). Музей Прадо

Молва гласила, что сын Оксеншерны Эрик также имел виды на шведскую королеву. Кристина отклоняла все предложения: она решилась, по примеру Елизаветы Английской, остаться девственницей. На настояния риксрода она отвечала, что он напрасно видит гарантию престолонаследия только в браке королевы: она решилась избрать в наследники себе своего двоюродного брата, Карла-Густава Пфальцского, чем престол и будет обеспечен. В ранней молодости Кристина поражала всех простотой и умеренностью. Любимыми развлечениями её были охота, верховая езда и танцы. В 18 лет Кристина была объявлена совершеннолетней. Регенты представили ей отчёт о своём управлении, который она одобрила. Успехи шведского оружия в Германии, блистательно окончившаяся война с Данией — всё это подняло престиж Швеции на небывалую высоту; но внешнему величию совершенно не соответствовало внутреннее состояние государства. Участие Швеции в Тридцатилетней войне истощило страну; нужда развилась до крайней степени; вся тяжесть непосильных податей падала на низшие классы; дворянство получало вознаграждение из военной добычи и от щедрот королевы, раздававшей ему коронные земли. Расходы во многом превосходили доходы, в особенности ввиду широко практиковавшейся раздачи коронных земель. Со дня на день увеличивалось недовольство. Внешний блестящий результат немецкой войны точно ослепил королеву и её министров: они упрямо закрывали глаза на внутренний кризис. Когда в 1645 году начались мирные переговоры в Мюнстере и Оснабрюке, внешние дела всецело поглотили внимание правительства.
Властолюбивая и честолюбивая Кристина начинает вмешиваться в дипломатические дела, явно обнаруживает свою нелюбовь к всесильному канцлеру Оксеншерне, даёт особые предписания своим агентам в Мюнстере и Оснабрюке, чем подрывает авторитет представителей Швеции на Вестфальском конгрессе. Не вынося властного канцлера, Кристина приближает к себе молодых советников и не скрывает своей вражды ко всей фамилии Оксеншерны. Нередко в совете происходили открытые столкновения между Кристиной и канцлером.

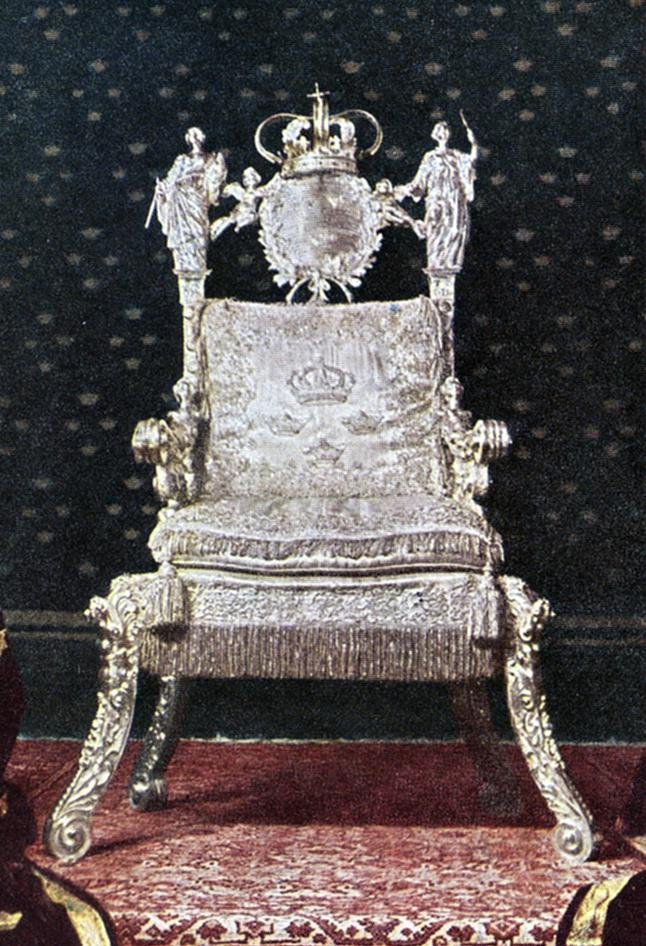
Трон королевы Кристины

Фаворитом королевы тогда уже был молодой Магнус Габриэль Делагарди. Она осыпала его разного рода отличиями и наградами и желала во что бы то ни стало провести его в риксрод, но Оксеншерна решительно воспротивился этому. Делагарди получил дипломатическую миссию ко двору Людовика XIV. Вестфальский мир 1648 года подтвердил блестящее положение Швеции в Северной Европе. Кристина щедро наградила участников войны казёнными землями и доходами с них; она удвоила число дворянских, графских и других титулов.
При дворе развилась чрезмерная роскошь. Её страсть к славе достигает своего апогея; она становится покровительницей наук и искусств, льстецы приветствуют её как новую Минерву, как Pallas Nordica, как десятую музу. Растёт, между тем, число фаворитов Кристины. К числу последних принадлежало несколько иностранцев, между прочих французский врач Пьер Бурдело и испанский дипломат Антонио Пиментель. Влияние обоих было гибельным для Швеции. Бурдело устраивал дорогостоящие придворные празднества и балы, выписывал из Парижа модные наряды. Ненависть к нему всех классов общества достигла вскоре такой степени, что Кристина должна была удалить его от себя. Пиментель пользовался ещё большим расположением королевы; отношения его к Кристине были настолько интимны, что повредили доброму имени королевы. Под влиянием Пиментеля и его духовника, Кристина стала склоняться к переходу в католичество.
Из шведов милостью королевы пользовались Клас Тотт и Эбба Спарре — единственная женщина, снискавшая дружбу (по слухам, также и любовь) королевы. Блестящий двор Кристины вконец разорил Швецию; на заседании риксдага 1650 года — когда Кристина была коронована — представители от духовенства, бюргерства и крестьянства представили протестацию, в которой впервые указано было на необходимость возвратить короне раздаренные дворянам земли. Протестация ни к чему не привела: дворяне отстояли свои привилегии. Кристина, хотя в душе и одобряла содержание протестации, не захотела ничего предпринять для экономического подъёма страны; расточительность её не знала границ.
В 1653 году организовала вокруг себя круг холостяков — Амарантский орден, куда принимались только холостые или вдовые; орден прекратился с принятием Кристиной католицизма.

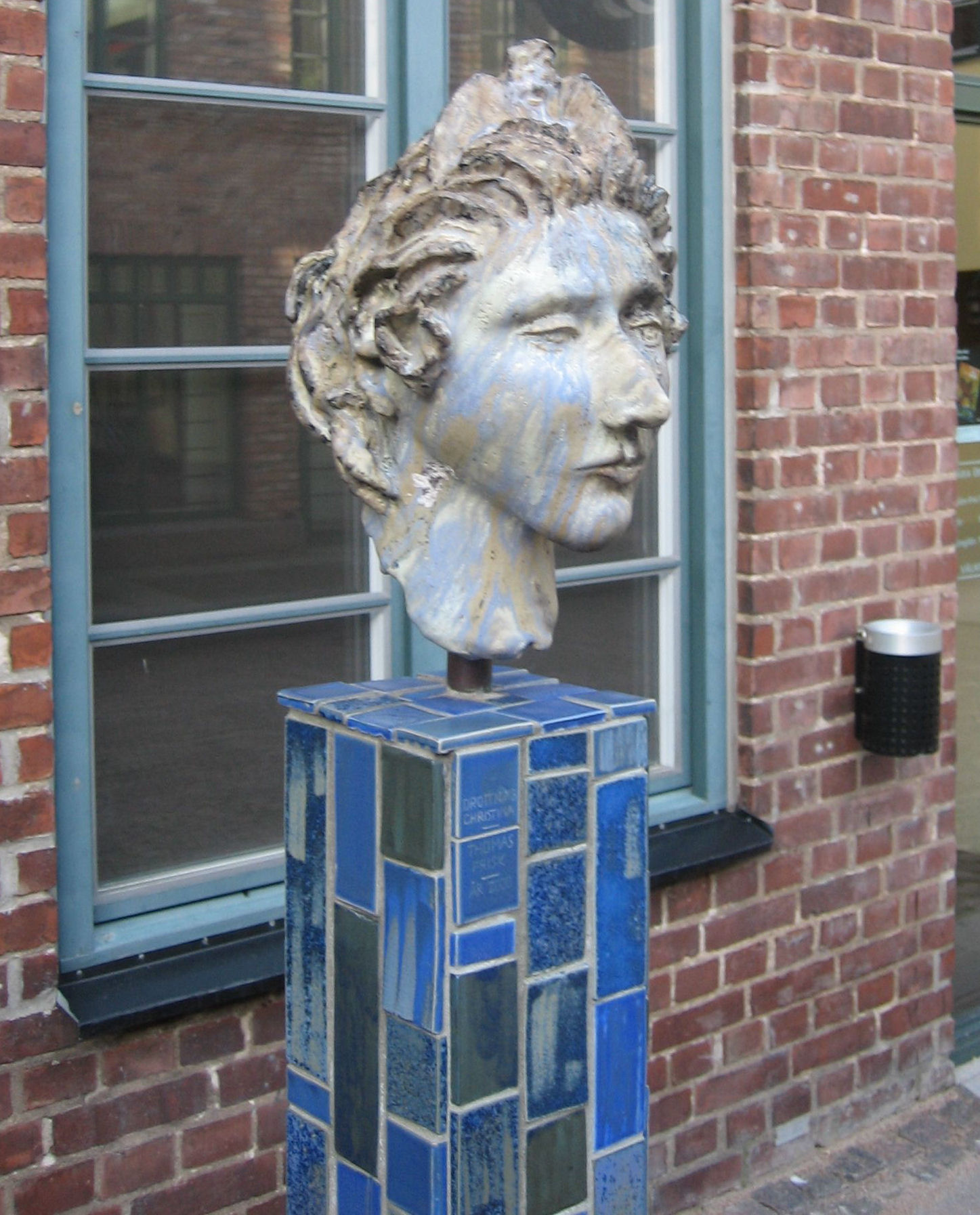
Королева Швеции Кристина работы Томаса Фриска (2000) в Хальмстаде, Швеция

## Отречение от короны
В 1649 году Карл Густав Пфальцский был избран наследником Кристины; в следующем году шведская корона была объявлена наследственной в его роде. Тогда же у Кристины стала созревать мысль об отречении. На риксдаге в Уппсале в 1654 году отречение Кристины от престола в пользу Карла Густава было официально принято.
Кристине были назначены доходы с Готланда, Эланда, Эзеля, Померании и других областей в размере 200 тыс. риксдалеров в год; в отведённых ей землях она пользовалась всеми правами королевы; ей запрещено было лишь отчуждать эти области, и население их обязано было присягнуть на верность Карлу-Густаву.
6 июня 1654 года Кристина сложила с себя корону. Кристина была загадкой для современников; последние на разные лады толковали факт её отречения, указывая то на странности в характере королевы, то на желание её отдаться служению муз, то на великодушные порывы её натуры.

## Принятие католичества

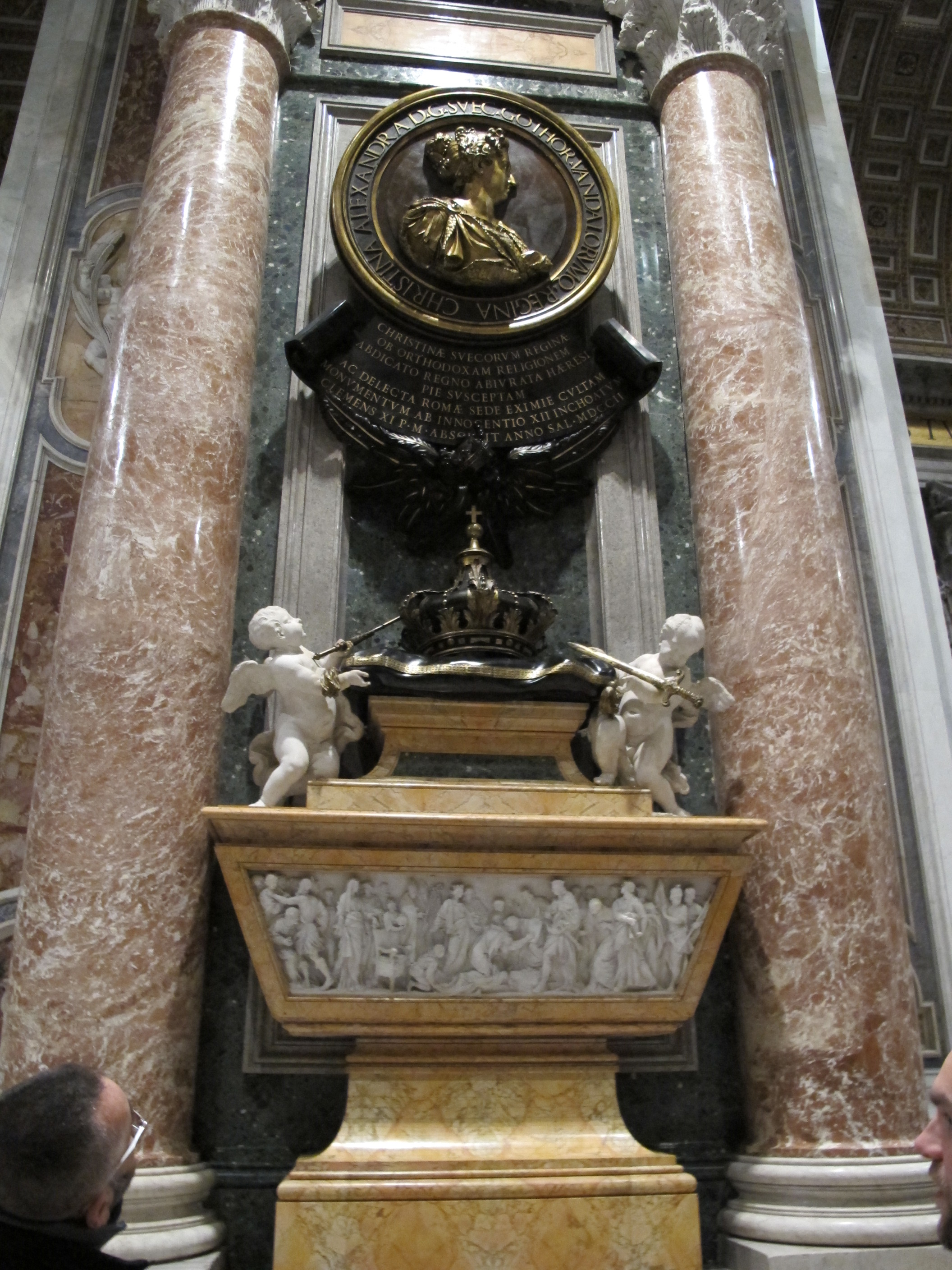
Надгробие королевы Кристины Шведской. 1702. Собор Святого Петра, Ватикан. Архитектор К. Фонтана

Выехав из Швеции, Кристина путешествовала до Антверпена в мужском платье, а оттуда — в женском. В Брюсселе на Рождество 1654 года она приняла католичество. Переход Кристины в католичество вызвал сенсацию во всем протестантском мире. Из Брюсселя Кристина отправилась в Италию. 3 ноября 1655 года в Инсбруке произошло её официальное отречение от протестантской церкви; католики торжествовали.
Папа Александр VII дал ей имя Мария Александра. Он надеялся через Кристину распространить католицизм и в самой Швеции, пожелав отправить туда нескольких миссионеров, но по просьбе Кристины отказался от этого намерения: она не скрыла от папы того, что ожидало бы миссионеров на её родине, если бы они отважились туда явиться.

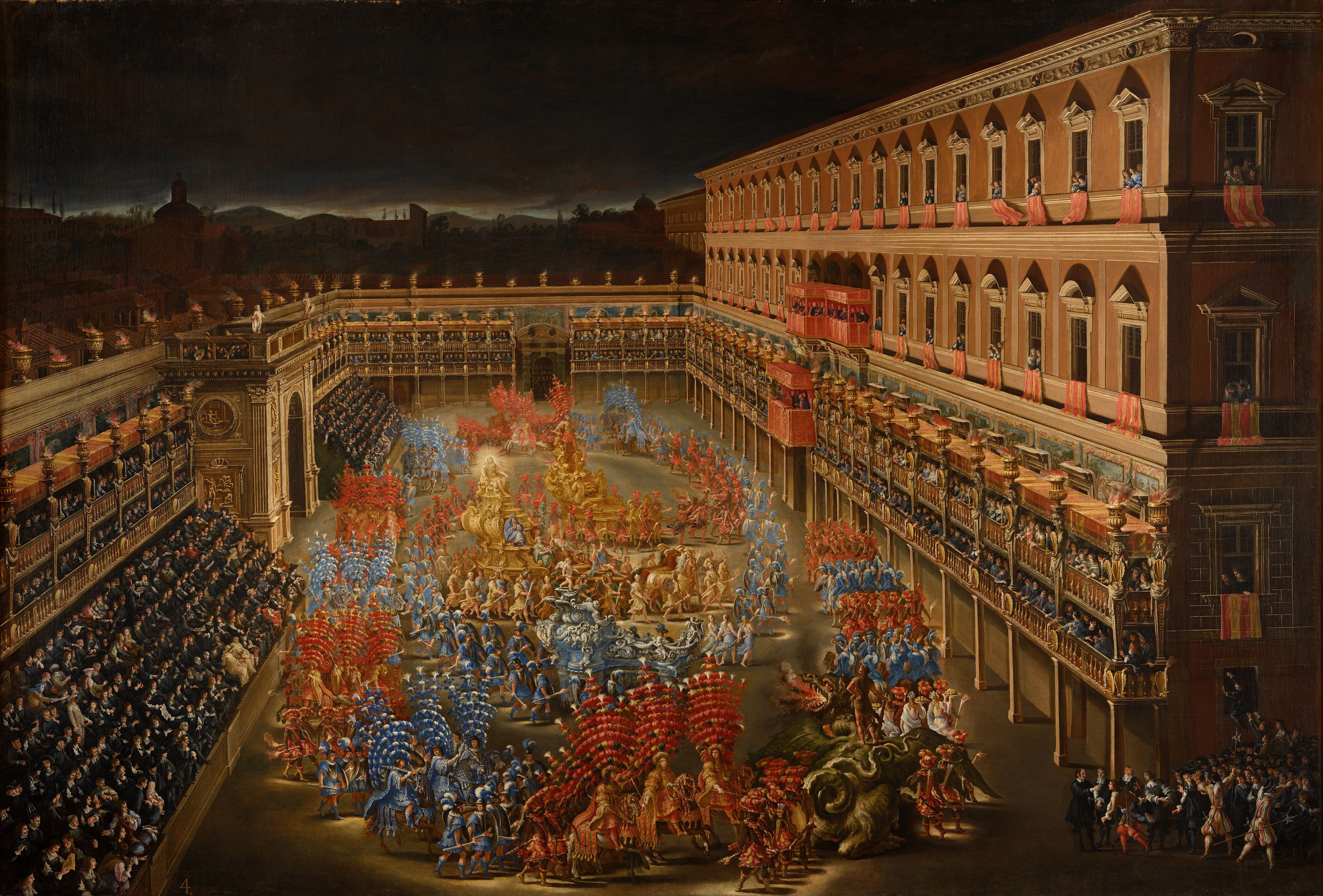
Ф. Лаури. Карусель во дворе Палаццо Барберини в честь Кристины Шведской 28 февраля 1656 года. 1656. Холст, масло. Городской музей Палаццо Браски, Рим

В Риме Кристина в 1655—1656 годах арендовала виллу Фарнезина, затем поселилась в палаццо Фарнезе. В честь Кристины в палаццо Барберини устроили пышный праздник: «карусель» (парад всадников) с фейерверками. Кристина изучала литературу и искусства, собрала богатую коллекцию редких вещей и ценную библиотеку (основой её послужили книги, вывезенные с родины); двор её стал блестящим центром всего учёного Рима. Из круга итальянских учёных и поэтов вокруг неё образовалась римская «Аркадская академия». Вскоре Кристина своей эксцентричностью стала вызывать неудовольствие папы. Вместо испанцев и итальянцев Кристина стала приближать к себе французов. В 1656 году Кристина посетила Париж, откуда снова вернулась в Рим, но скоро во второй раз поехала во Францию и жила некоторое время в Фонтенбло.
Там она запятнала себя убийством своего обер-шталмейстера, маркиза Мональдески, заподозренного ею в измене (10 ноября 1657). Весной 1658 года Кристина снова поселилась в Риме. Так как из Швеции ей не присылали аккуратно обещанной суммы денег, она пустилась на ряд экстравагантных предприятий: она просила императора дать ей значительную военную помощь для занятия Померании, которую она после своей смерти обещала уступить ему. После смерти Карла X Кристина решилась возвратиться в Швецию и прибыла в Стокгольм, где её приняли очень холодно. Её протест против прав Карла XI на шведский престол и требование ею короны были отвергнуты сословиями. Когда она в 1663 году вновь появилась в Швеции, от неё потребовали удаления её католического священника, что она отказалась выполнить и навсегда покинула Швецию.
Последним политическим делом, в котором она участвовала, было предложение своей кандидатуры на польский престол после отречения в 1668 году Яна Казимира. В последние годы её жизни большим влиянием на Кристину пользовался кардинал Аццолино, которого она и назначила своим «универсальным» наследником.
Кристина умерла в Риме 9 апреля 1689 года. Одна из трёх женщин, похороненных в Соборе Святого Петра в Риме (там также похоронены Матильда Каносская и Мария Клементина Собеская). Кристина оставила обширную переписку и немало сочинений.

## Коллекционер произведений искусства

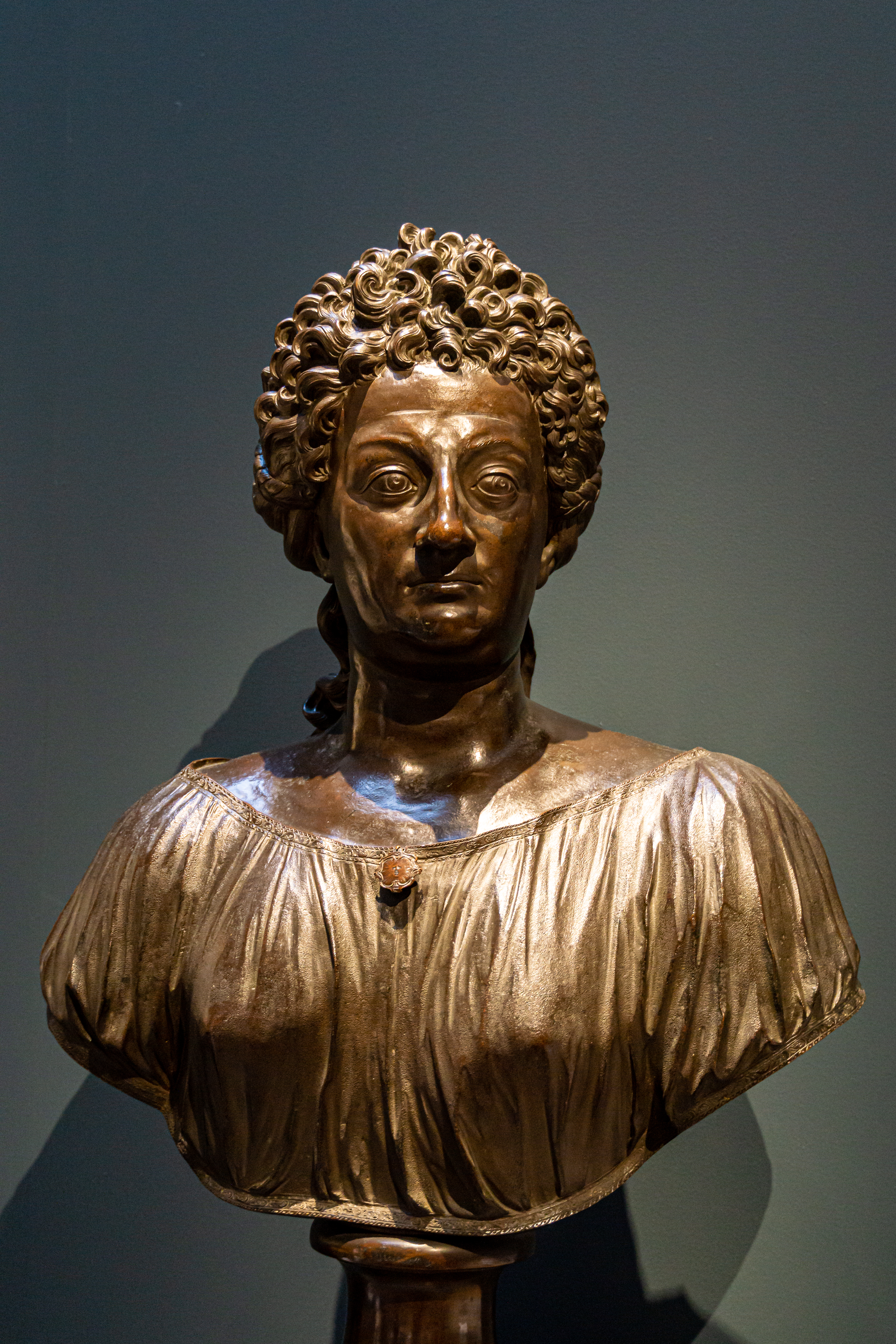

До 1649 года, когда Кристине было двадцать три года, шведская королевская коллекция произведений искусства не впечатляла, с хорошими гобеленами, но картин, немногим более «около ста работ второстепенных немецких, фламандских и шведских художников». Но в мае 1649 года прибыла баснословная добыча, полученная в результате захвата Пражского Града в предыдущем году, большая часть коллекции была собранна одержимым коллекционером Рудольфом II, императором Священной Римской империи (1552—1612), одной из самых важных в Европе. Крупные закупки Рудольфа включали знаменитую коллекцию ведущего министра императора Карла V кардинала Гранвеля (1517—1586), Которую он заставил продать ему племяннику и наследнику Гранвеля. Гранвель был «величайшим частным коллекционером своего времени, другом и покровителем Тициана, Леони и многих других художников».
Кристина была очарована своим новым имуществом и оставалась увлеченным коллекционером до конца своей жизни, а как женщина-коллекционер произведений искусства её превзошла только Екатерина Великая из России в период раннего Нового времени. Рудольф собрал старые и современные работы как из Италии, так и из Северной Европы, но именно итальянские картины взволновали Кристину, так к её смерти в её коллекции было относительно немного северных работ за исключением портретов.
Большая часть пражской добычи осталась в Швеции после отъезда Кристины в изгнание: она взяла с собой всего около 70–80 картин, в том числе около 25 портретов её друзей и семьи, а также около 50 картин, в основном итальянских, из пражской добычи. как статуи, драгоценности, 72 гобелена и различные другие произведения искусства. Она была обеспокоена тем, что королевские коллекции будут востребованы её преемником, и предусмотрительно отправила их вперед в Антверпен на корабле в августе 1653 года, почти за год до того, как она отреклась от престола, что стало ранним признаком её намерений.

Кристина значительно расширила свою коллекцию во время своего изгнания в Риме, например, добавив пять небольших панелей пределла Рафаэля из алтаря Колонны, в том числе «Моление о чаше», теперь воссоединенную с главной панелью в Нью-Йорке, которые были куплены в монастыре недалеко от Рима. Очевидно что ей подарили «Смерть Актеона» Тициана, величайшим коллекционером того времени, эрцгерцогом Леопольдом Вильгельмом Австрийским, вице-королем Брюсселя. Она получила много таких подарков от католической королевской семьи после своего обращения и сама сделала несколько щедрых подарков, в частности панели Альбрехта Дюрера с изображением Адама и Евы Филиппу IV Испанскому (ныне Прадо). Она также подарила две картины Питера Брейгеля Старшего, «Безумная Грета» и «Калеки» (ныне Лувр). Таким образом, баланс её коллекции сместился в сторону итальянского искусства.

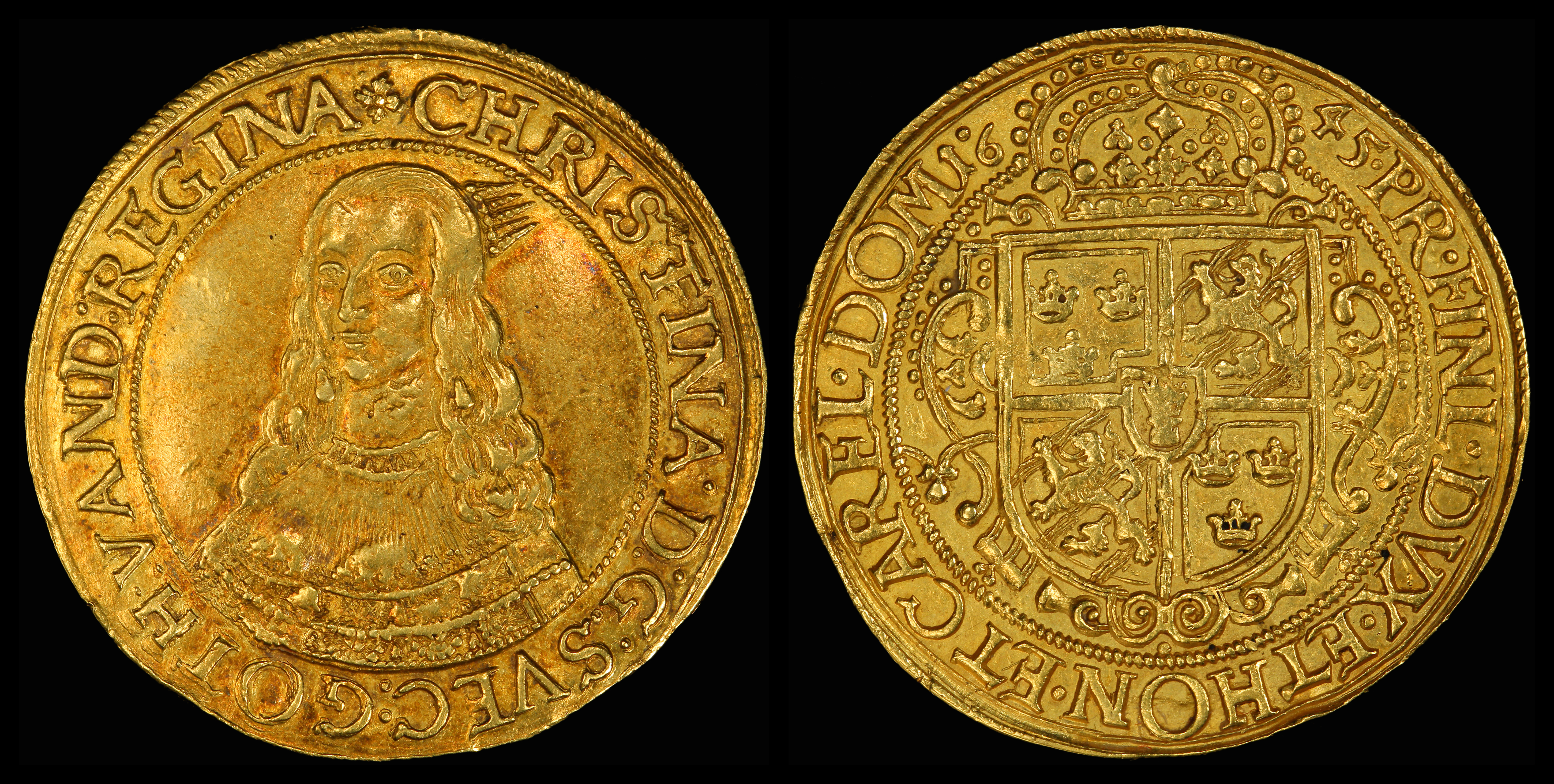
Изображение Кристины на эрфуртской монете номиналом 10 дукатов 1645 года. Между 1631 и 1648 годами, во время Тридцатилетней войны, Эрфурт был оккупирован шведскими войсками

Наконец, дворец Риарио предоставил подходящее место для её коллекции, а в Sala dei Quadri («Комната картин») были её лучшие работы с тринадцатью Тицианами и одиннадцатью Веронезе, пятью Рафаэлями и несколькими Корреджо. Среди них была Тициановская Венера Анадиомена. «Венера оплакивает Адониса» Веронезе была из Праги, а сейчас вернулась в Швецию (Национальный музей).
Кристине нравилось заказывать портреты себя, друзей, а также известных людей, которых она не встречала. С 1647 года она отправила Дэвида Бека, своего голландского придворного художника, в несколько стран, чтобы рисовать знаменитостей. Она поощряла художников изучать её коллекцию, включая рисунки, и выставляла некоторые из своих картин, но, кроме портретов, заказывала или покупала несколько работ ныне живущих живописцев, кроме рисунков. Скульпторы справились лучше, и Бернини был её другом, а другим поручили восстановить большую коллекцию классической скульптуры, которую она начала собирать ещё в Швеции.
После своей смерти она оставила свою коллекцию кардиналу Дечио Аццолино, который сам умер в течение года, оставив коллекцию своему племяннику, который продал её дону Ливио Одескальки, командующему папской армией, после чего она содержала 275 картин, 140 из которых были итальянские. Через год после смерти Одескальки в 1713 году его наследники начали затяжные переговоры с великим французским знатоком и коллекционером Пьером Кроза, выступавшим в качестве посредника Филиппа II герцога Орлеанского, с 1715 года регента Франции. Продажа была наконец завершена, и 123 картины, включенные в продажу, были доставлены в 1721 году, составив ядро Орлеанской коллекции, картины из которой были в основном проданы в Лондоне после Французской революции, причем многие из них были выставлены в Национальной галерее. Французские эксперты жаловались, что Кристина вырезала несколько картин, чтобы они подошли к её потолку, и чрезмерно восстановила некоторые из лучших работ Корреджо, обвиняя Карло Маратти.
Сначала вывоз её коллекций из Швеции считался большой потерей для страны, но в 1697 году Стокгольмский замок сгорел с потерей почти всего внутри, так что они были бы уничтожены, если бы остались там. Сегодня в стране осталось очень мало крупных работ из её коллекции. Коллекция скульптур была продана королю Испании и в основном остается в испанских музеях и дворцах. Её большая и важная библиотека была куплена Александром VIII для библиотеки Ватикана, в то время как большинство картин оказались во Франции, составив основу Орлеанской коллекции — многие остаются вместе в Национальной галерее Шотландии. 1700 рисунков из её коллекции (среди них работы Микеланджело (25) и Рафаэля) были приобретены в 1790 году Виллемом Энн Лестевенон для Музея Тейлора в Харлеме, Нидерланды.

## Внешний вид

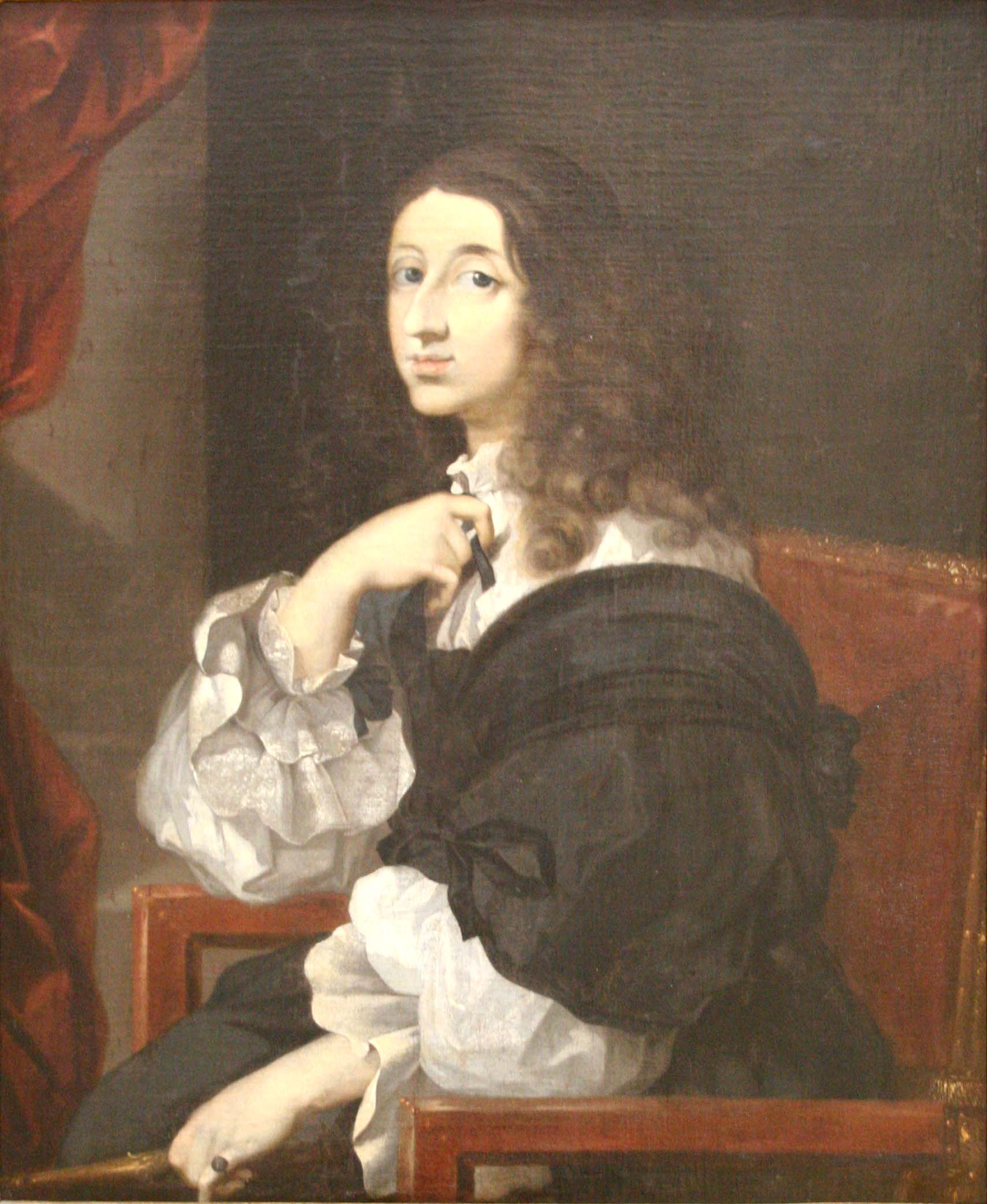
Портрет королевы Кристины работы Себастьяна Бурдона, 1650 год

Исторические отчеты о Кристине включают регулярные ссылки на её физические особенности, манеры и стиль одежды. Известно, что у Кристины была согнутая спина, деформированная грудь и неправильные плечи. Некоторые историки предполагают, что ссылки на её физические характеристики могут быть чрезмерно представлены в соответствующей историографии, что создает впечатление, что это представляло больший интерес для её современников. Однако, учитывая, насколько влиятельной стала Кристина в свою эпоху (особенно для жителей Рима), вполне вероятно, что её стиль и манеры вызывали, по крайней мере, общий интерес у окружающих, и это отражено во многих отчетах. В результате противоречивых и ненадежных сведений (некоторые не лучше, чем сплетни) то, как описывают Кристину, даже сегодня является предметом споров.

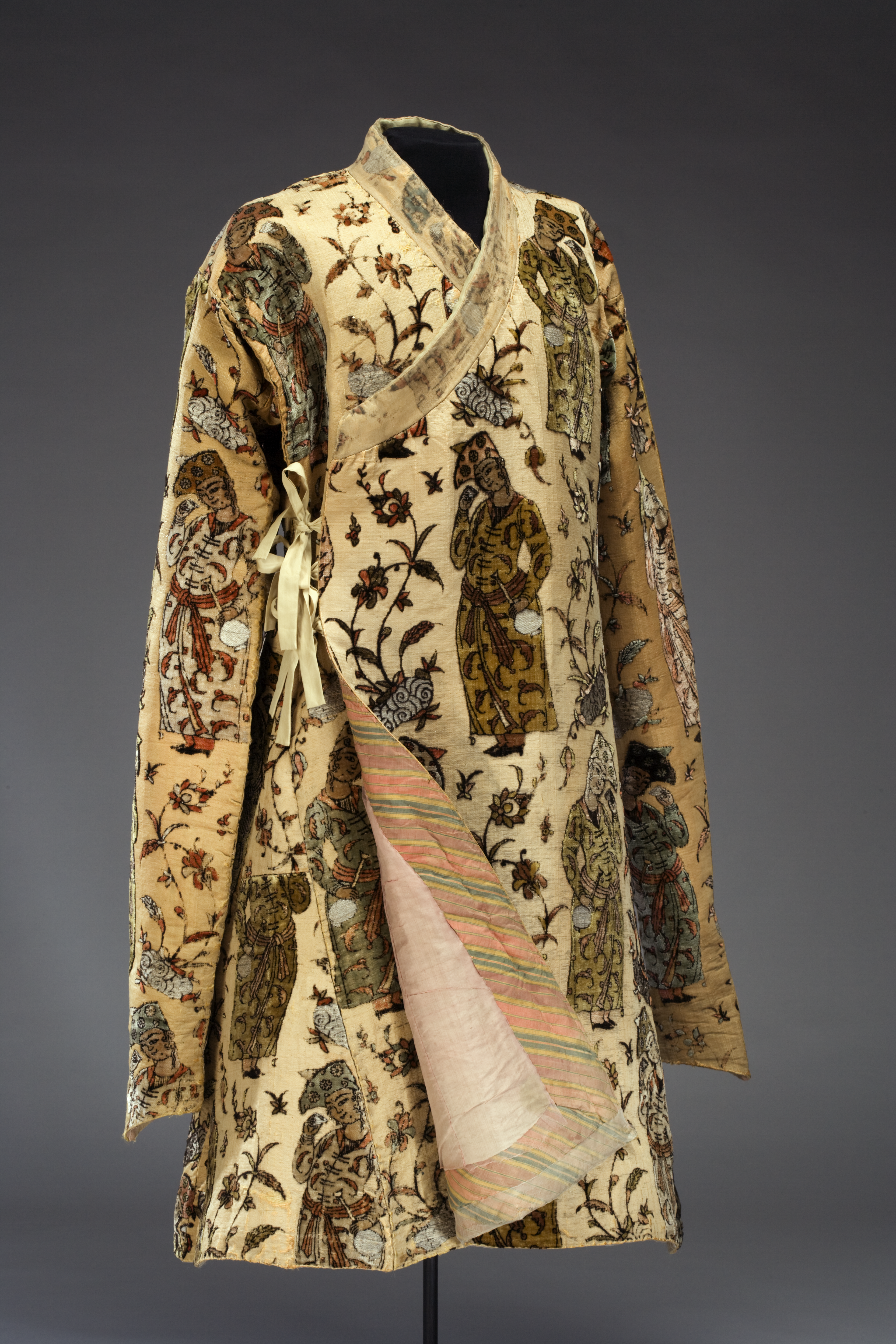
Персидское пальто, принадлежавшее Кристине, вероятно, сотканное в период правления шаха Аббаса II (1586–1628)

Согласно автобиографии Кристины, акушерки при её рождении сначала приняли её за мальчика, потому что она была «полностью волосатой и имела грубый и сильный голос». Такая двусмысленность не закончилась с её рождением; Кристина делала загадочные заявления о своей «конституции» и теле на протяжении всей своей жизни. Кристина также считала, что кормилица случайно уронила её на пол, когда она была ребёнком. Плечевая кость сломалась, в результате чего одно плечо осталось выше другого на всю оставшуюся жизнь. Ряд её современников ссылались на разную высоту её плеч.
В детстве манеры Кристины, вероятно, лучше всего можно было бы описать как манеры сорванца. Её отец настаивал на том, чтобы она получила «образование принца», и некоторые истолковали это как признание со стороны короля того, что у неё были мужские черты или что в её воспитании была некоторая форма гендерной двусмысленности. Она получила образование как принц и преподавала (и любила) фехтование, верховую езду и охоту на медведя. Говорят, что она предпочитала эти мужские увлечения женским.
Говорили, что во взрослом возрасте Кристина «ходила, как мужчина, сидела и ездила, как мужчина, могла есть и ругаться, как самые грубые солдаты». Современник Кристины Джон Баргрейв описал её поведение аналогичным образом, но сказал, что свидетели приписывали её стиль больше ребячеству или безумию, чем мужественности. Когда она прибыла в Рим в 1655 году, она обрила голову и носила большой темный парик. К 1665 году, по словам Эдварда Брауна, она регулярно носила бархатный жюстокор, галстук и перуке (мужской парик).
Хотя Кристина, возможно, была не одинока в своем выборе мужского платья (например, Леонора Кристина Ульфельдт была известна тем, что одевалась так же), у неё также были физические черты, которые некоторые описывали как мужские. По словам Генриха II, герцога Гиза, «она носит мужскую обувь, и ее голос, и почти все ее действия мужские». Когда она прибыла в Лион, она снова надела шляпу и уложила волосы, как у молодого человека. Было отмечено, что она также носила большое количество пудры и крема для лица. Согласно одному рассказу, она «была загорелой и выглядела как уличная египетская девушка, очень странная и скорее тревожная, чем привлекательная».
Живя в Риме, она установила близкие отношения с кардиналом Аццолино, что было противоречиво, но символизировало её влечение к отношениям, нетипичным для женщины её эпохи и положения. Она отказалась от своей мужественной одежды и стала носить платья с декольте, настолько рискованные, что они вызвали упрек со стороны Папы.
Став взрослой женщиной, Кристина немного изменила свой стиль. Франсуа Максимилиан Миссон (посетивший Рим весной апреля 1688 г.) писал:

Ей больше шестидесяти лет, она очень маленького роста, чрезвычайно толстая и дородная. Цвет лица, голос и лицо у неё мужские. У неё большой нос, большие голубые глаза, светлые брови и двойной подбородок, из которого вырастает несколько пучков бороды. Её верхняя губа немного выступает. Волосы у неё светло-каштановые, длиной всего в ладонь; она носит его напудренным и стоящим дыбом, нечесаным. Она очень улыбчивая и услужливая. Вы вряд ли поверите её одежде: мужская куртка из чёрного атласа, доходящая до колен и застегнутая на все пуговицы; очень короткая чёрная юбка и мужские туфли; очень большой бант из черных лент вместо галстука; и пояс, туго натянутый под животом, слишком хорошо обнажающий его округлость.

### Споры о сексуальной ориентации и половой принадлежности

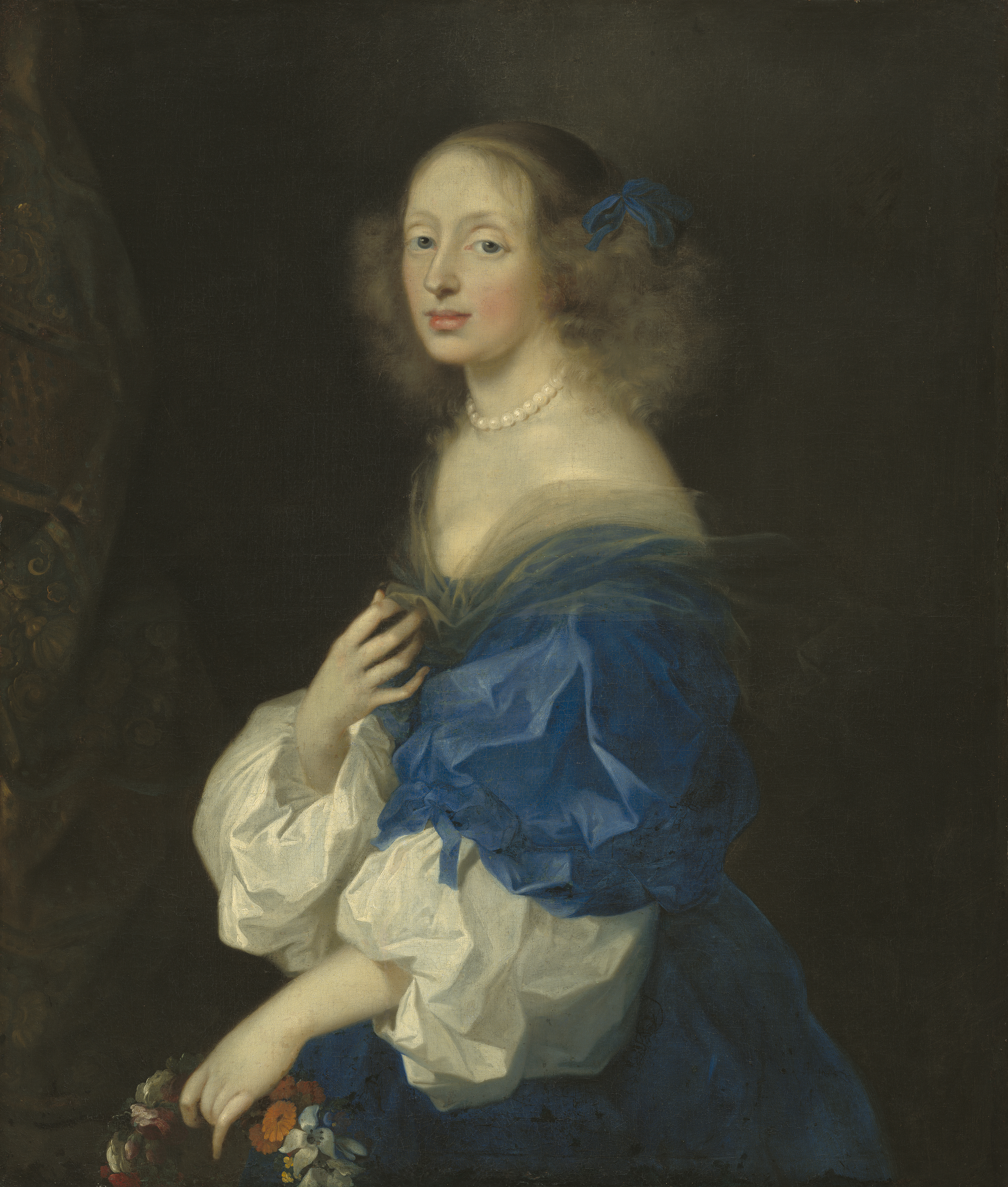
Эбба Спарре вышла замуж в 1652 году за брата Магнуса Габриэля де ла Гарди. Картина Себастьяна Бурдона

В своей автобиографии (1681 г.) Кристина флиртует со своей андрогинной личностью. Вопрос о её сексуальности обсуждался, даже несмотря на то, что ряд современных биографов обычно считают её лесбиянкой, а её отношения с женщинами были отмечены ещё при её жизни; кажется, Кристина писала страстные письма Эббе Спарре, также Гилье предположил отношения между Кристиной и Габриелой де Рошешуар-Мортемар, Рашель, племянницей Диего Тейшейры, и певицей Анджелиной Джорджино. Некоторые историки утверждают, что она поддерживала гетеросексуальные, несексуальные, лесбийские или бисексуальные отношения в течение своей жизни, в зависимости от того, к какому источнику обращаются. По словам Вероники Бакли, Кристина была «дилетанткой», которую современники «нарисовали лесбиянкой, проституткой, гермафродитом и атеисткой», хотя «в тот бурный век трудно определить, какой ярлык был самым убийственным». Ближе к концу своей жизни Кристина написала, что она не была «ни мужчиной, ни гермафродитом, за кого меня считали некоторые люди в мире».
Баргрейв рассказал, что отношения Кристины с Аццолино были одновременно «знакомыми» (близкими) и «любовными», и что Аццолино был отправлен (Папой) в Румынию в наказание за их поддержание. Бакли, с другой стороны, считал, что «у Кристины была странная брезгливость в отношении секса» и что «сексуальные отношения между ней и Аццолино или любым другим мужчиной кажутся маловероятными». Основываясь на исторических отчетах о внешности Кристины, некоторые ученые полагают, что она могла быть интерсекс.
В 1965 году эти противоречивые сведения привели к расследованию останков Кристины. Физический антрополог Карл-Херман Хьортшо, проводивший исследование, объяснил: «Наши несовершенные знания о влиянии интерсексуалов на формирование скелета… делают невозможным решение, какие положительные результаты скелетных исследований следует требовать, на основании которых следует ставить диагноз [из интерсексуальное состояние]. Тем не менее Хьортшо предположил, что у Кристины были достаточно типичные женские гениталии, потому что её врачи Бурдело и Маккиати зафиксировали, что у неё была менструация. Остеологический анализ скелета Кристины, проведённый Хьортшо, привел его к выводу, что она имела «типично женское» строение.
Некоторые из симптомов могут быть связаны с синдромом поликистозных яичников, комплексным полиэндокринным заболеванием, включая гирсутизм (рост волос по мужскому типу) из-за повышенного уровня андрогенных гормонов и абдоминальное ожирение из-за дефектов гормонального рецептора инсулина. Бакли предположил, что её слабое понимание необходимости большинства социальных норм, слабое желание действовать, одеваться или выполнять другие социальные нормы, а также её предпочтение носить, действовать и делать только то, что она считала логически практичным, указывают на то, что у неё было распространённое расстройство развития, такое как синдром Аспергера.

## Наследие
Сложный характер Кристины вдохновил на создание множества пьес, книг и оперных произведений:
- Пьеса Александра Дюма-отца «Христина» (1830).
- Опера Якопо Форони 1849 года «Кристина, королева Свезии» основана на событиях, связанных с её отречением от престола. Другие оперы, основанные на её жизни, включают «Кристина ди Свеция» Алессандро Нини (1840), «Кристина ди Свеция» Джузеппе Лилло (1841) и «Кристина ди Свеция» Сигизмунда Тальберга (1855).
- Опубликованная Августом Стриндбергом «Кристина» (1901)
- Захариас Топелиус написал историческую аллегорию «Stjärnornas Kungabarn» (1899—1900).
- Жизнь Кристины описана в классическом художественном фильме «Королева Кристина» (1933). В этом фильме с Гретой Гарбо в главной роли изображена героиня, чья жизнь значительно отличается от жизни настоящей Кристины.
- В итальянском фильме «Любовь и яд» (1950/52) Кристину играет актриса Лоис Максвелл.
- Каари Утрио опубликовала «Kartanonherra ja kaunis Kristin» (1969).
- В фильме «Отречение» (1974) с Лив Ульман в главной роли Кристина прибывает в Ватикан и влюбляется в кардинала Адзелино. Сценарий основан на пьесе Рут Вольф.
- Герта Й. Эневольдсен написала два романа на датском языке о её жизни: «Heltekongens Datter» (1975) и «En Dronning Værdig» (1976).
- Лаура Руохонен написала «Королеву С» (2003), в которой изображена женщина, опередившая свое время на столетия и живущая по своим правилам.
- В сериале Эрика Флинта «1632» по альтернативной истории, являющемся частью его вселенной «Осколки Ассити», она является главным персонажем.
- Комик Джейд Эстебан Эстрада изобразил её (2004) в сольном мюзикле ICONS: «The Lesbian and Gay History of the World Vol. 2».
- Пьеса Мишеля Марка Бушара «Кристина, девушка-король» представляет собой биографическое описание короткого правления королевы Кристины, премьера которого состоялась в 2012 году.
- Премьера фильма Мики Каурисмяки «Девушка-король» по пьесе состоялась 11 декабря 2015 года. В нём она изображена лесбиянкой, любовницей графини Эббы Спарре.
- Она фигурирует как лидер шведской цивилизации в пакете расширения видеоигры Civilization VI: Gathering Storm, её имя написано на шведском языке (Кристина). Она изображена как сильно сосредоточенная на культуре и искусстве.

Названия мест:
- Кристийне, Таллин, Эстония.
- Куин-Виллидж, Филадельфия.
- Кристина Ривер.
- Кристинестад, Финляндия.